# 伊川なち
伊川 なち（いがわ なち、1984年3月3日 - ）は、日本の元AV女優。

## 略歴
神奈川県出身。2006年7月にAVデビュー。
2007年頃に引退。

## 出演作品
2006年
- 沖縄★●001（7月15日、ワープエンタテインメント）※デビュー作
- Monthly2時間 撮れたて素材まんま出し（7月15日、ワープエンタテインメント）他出演:Marin.、寧々、米倉夏弥、志保、桐島りおん、nao.、杉山圭 他
- 東京★●002（8月15日、ワープエンタテインメント）
- Monthly2時間 撮れたて素材まんま出し 2（8月15日、ワープエンタテインメント）他出演:志保、Marin.、米倉夏弥、美波さら、笠木あやか、はすみ、寧々、星川ヒカル、桐島りおん 他
- VinVin（9月5日、ワープエンタテインメント）
- Monthly2時間 撮れたて素材まんま出し 3（9月15日、ワープエンタテインメント）他出演:志保、Marin.、持田茜、寧々、米倉夏弥、中谷エリカ、星ありす 他
- Ero Cawaii　（9月15日、ワープエンタテインメント）
- Monthly2時間 撮れたて素材まんま出し 4（10月15日、ワープエンタテインメント）他出演:Marin.、志保、椎名りく、唐沢美樹、Riona、米倉夏弥、上村愛 他
- BITTER 「接吻しまくり淫口よだれ女」（11月15日、ワープエンタテインメント）
- Monthly2時間 撮れたて素材まんま出し 5（11月15日、ワープエンタテインメント）他出演:志保、美波さら、Kokoro、風間ゆみ、米倉夏弥、Marin.、桐島りおん、酒井楓 他
- ND.style [ナカダシ・スタイル]（12月15日、ワープエンタテインメント）
- 超[チョ～]お宝 vol.01（12月15日、ワープエンタテインメント）他出演:Marin.、志保、雪乃まい、清原りょう、持田茜、原千尋、桐島りおん、金城アンナ

2007年
- CLASS.E [優しい教室]（1月15日、ワープエンタテインメント）
- 超[チョ～]お宝 vol.02（1月15日、ワープエンタテインメント）他出演:紅音ほたる、今野由愛、Marin.、桐島りおん、星川ヒカル、日高ゆりあ、志保
- ドリシャッ!!（2月5日、ワープエンタテインメント）
- 超[チョ～]お宝 vol.03（2月15日、ワープエンタテインメント）他出演:野村レナ、Marin.、彩倉なほ、nao.、千尋 他
- おしゃぶり先生（11月1日、アイデアポケット）
- 100発の精子飲む（12月1日、アイデアポケット）

2008年
- 働くオンナ SPECIAL ～OL制服狩り～（5月13日、プレステージ）共演:水澤りの、桜井エミリ
- くノ一凌辱絵巻 隠密無残花（10月7日、アタッカーズ）共演:寧々、加藤ツバキ

他